# Oreopsyche lessei
Oreopsyche lessei är en fjärilsart som beskrevs av Jean Bourgogne 1954. Oreopsyche lessei ingår i släktet Oreopsyche och familjen säckspinnare. Inga underarter finns listade i Catalogue of Life.